# Bactrocera strigifinis
Bactrocera strigifinis
 es una especie de insecto díptero que Walker describió científicamente por primera vez en 1861. Esta especie pertenece al género Bactrocera de la familia Tephritidae. 